# Achetaria ocymoides
Achetaria ocymoides là một loài thực vật có hoa trong họ Mã đề. Loài này được (Cham. & Schltdl.) Wettst. mô tả khoa học đầu tiên năm 1891.